# Bank of the West
Bank of the West Inc. ist eine US-amerikanische Bank mit Sitz in San Francisco, Kalifornien. Sie ist eine Tochtergesellschaft der kanadischen Großbank Bank of Montreal und verfügt über mehr als 500 Niederlassungen im  Mittleren Westen und Westen der USA.

## Geschichte
Die Bank of the West wurde 1874 als Farmers National Gold Bank of San José (Kalifornien) gegründet. Als 1880 alle Banknoten in Gold oder Silber konvertierbar wurden, wandelte sich die Bank und änderte ihren Namen in First National Bank of San José, Kalifornien.

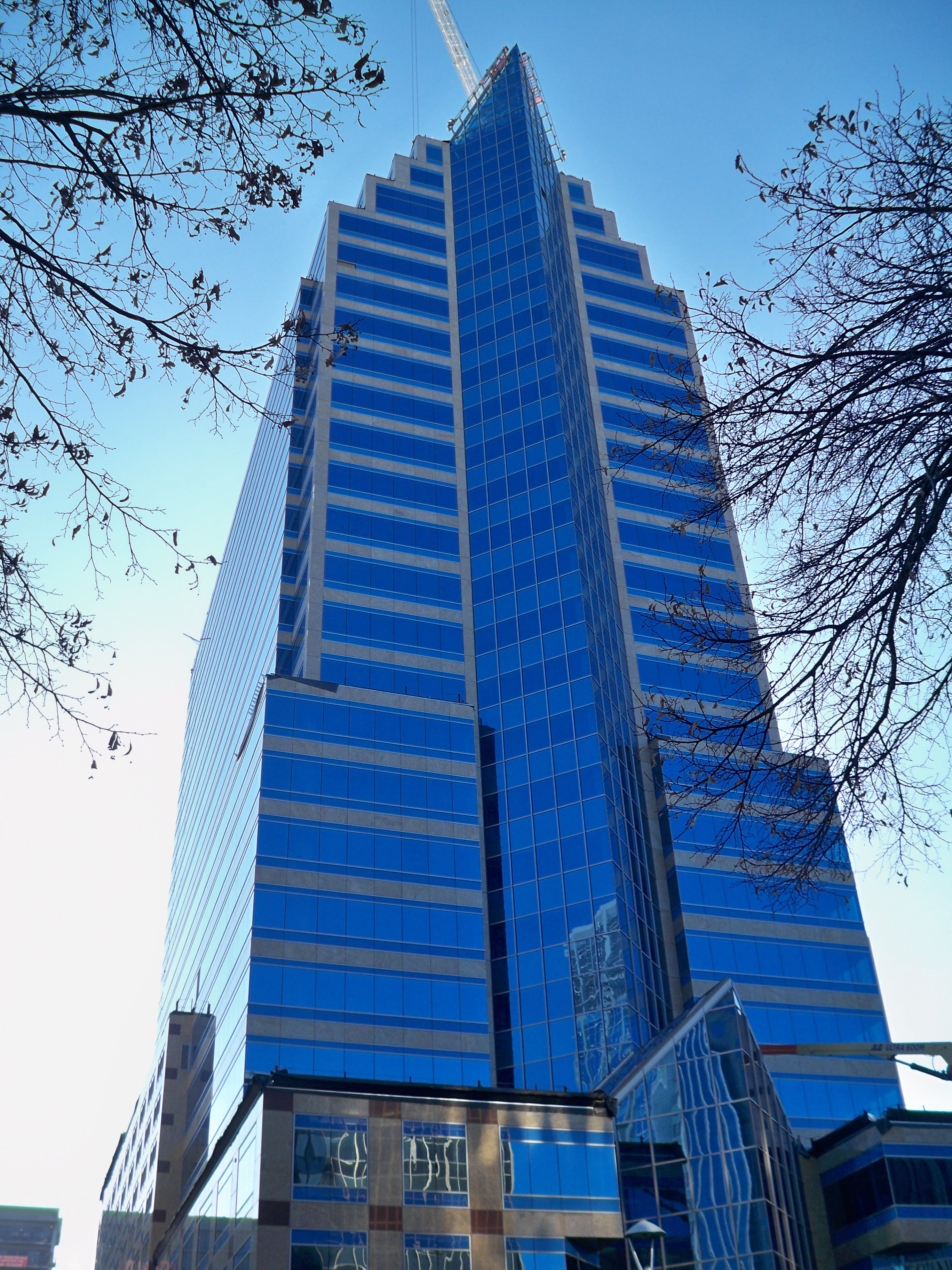
Bank of the West Tower in Sacramento

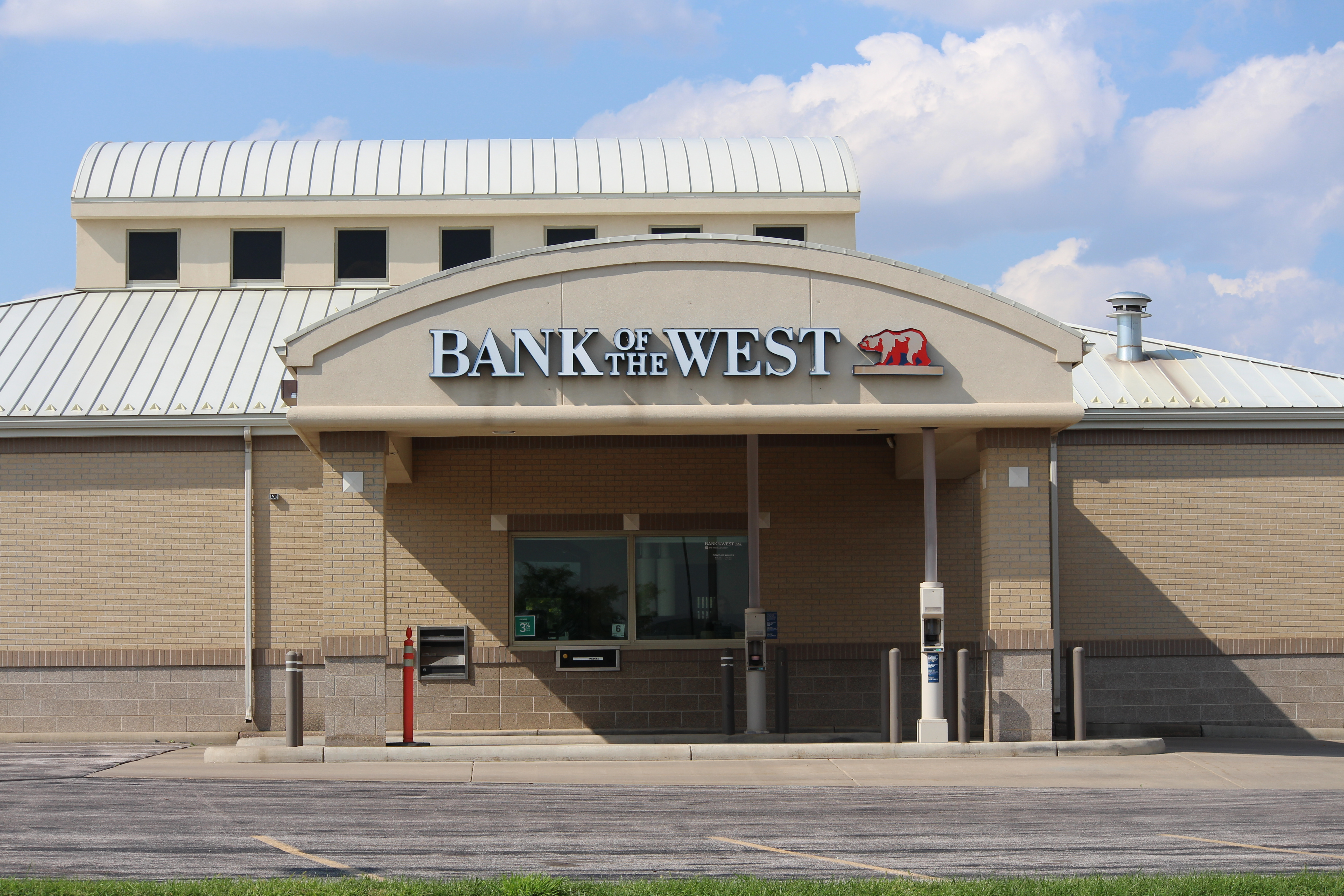
Bank of the West in Gillette, Wyoming

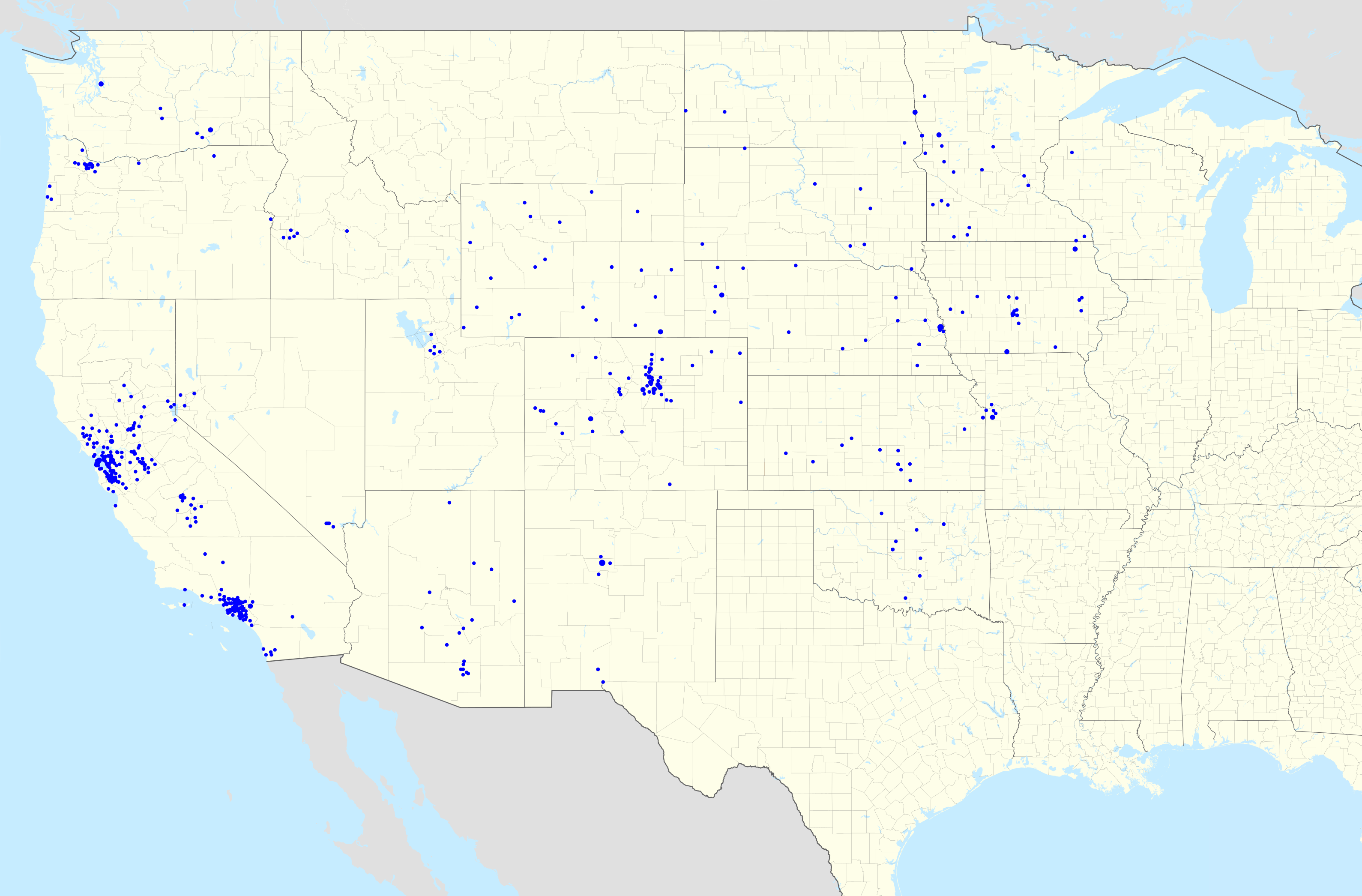
Bank of the West, Filialnetz

1970 gründete die Banque Nationale de Paris (BNP) die French Bank of California mit einer Niederlassung in San Francisco. Später in diesem Jahrzehnt änderte die First National Bank of San José ihren Namen in Bank of the West. 1979 kaufte die BNP die Bank of the West und legte sie mit ihrer French Bank of California zusammen. Die Bank besaß 35 Standorte und Vermögenswerte in Höhe von 350 Millionen US-Dollar. In den 1980er und 1990er Jahren kaufte die Bank of the West mehrere andere Banken und Filialen, so 1987 die Bank of Los Gatos.
1990 erfolgte der Kauf von Central Banking Systems, im Jahr 1991 der Kauf von 30 Filialen in Nordkalifornien von der insolventen Imperial Savings and Loan. Der Kauf der Atlantic Financial Federal Savings Bank von der Resolution Trust Corporation erfolgte im Jahr 1992. 1993 wurden 15 Filialen in Nordkalifornien von der Citibank für 360 Millionen US-Dollar erworben, 1995 die NorthBay Savings Bank. Im Jahre 1998 gründeten BNP und First Hawaiian Inc., die Muttergesellschaft der First Hawaiian Bank und der Pacific One Bank, ein Unternehmen mit dem Namen BancWest Bancorp., wobei die Namen First Hawaiian Bank und Bank of the West erhalten blieben. Dies führte dazu, dass die Beteiligung von BNP Paribas an der Holdinggesellschaft auf 45 % sank. Im Jahre 2001 wurde die BancWest Corporation eine hundertprozentige Tochtergesellschaft von BNP Paribas. 1999 kaufte die Bank of the West die Sierra West Bancorp.
BNP und Paribas fusionierten im Mai 2000 zu BNP Paribas. Im Jahr 2001 erwarb die Bank of the West im Rahmen des behördlichen Genehmigungsverfahrens mit der Übernahme der First Security Corp. durch Wells Fargo Banks 23 First Security-Niederlassungen in New Mexico und sieben First Security-Niederlassungen in Nevada. Im März 2004 gab die Bank of the West den Kauf von Community First Bankshares bekannt, einer Bankholdinggesellschaft, die die Community First National Bank mit Sitz in Fargo, North Dakota, betrieb und 155 Niederlassungen in amerikanischen 12 Bundesstaaten hatte. Im Dezember 2005 kaufte die Bank of the West die Commercial Federal Corporation aus Omaha, Nebraska. Im Januar 2006 eröffnete die Bank of the West eine Repräsentanz in Tokio. Seit Juni 2016 ist Nandita Bakshi CEO der Bank of the West und gehört damit zu den nur 6 % der weiblichen Bank-CEOs weltweit.
Im Dezember 2021 gaben BNP Paribas und BMO Financial Group bekannt, dass BMO Bank of the West für USD 16,3 Mrd. übernehmen wird und mit der BMO Harris zusammenführen will. Die Übernahme wurde am 1. Februar 2023 abgeschlossen. Die Zusammenführung des Geschäftsbetriebs der beiden Institute soll bis September 2023 abgeschlossen sein.